# Hans Erik Ljungberg
Hans Erik Ljungberg, född 14 april 1920 i Helsingborg, död 19 mars 1970 i Norrköping, var en svensk arkitekt.
Ljungberg, son till distriktslantmätare Fredrik Ljungberg och Lisa Hedlund, avlade studentexamen i Ystad 1939 och utexaminerades från Kungliga Tekniska högskolan 1946. Han anställdes på länsarkitektkontoret i Kristianstad 1947, blev stadsarkitekt i Kramfors stad 1952, chefsarkitekt på Gävleborgskommunernas arkitektkontor 1957 och var stadsarkitekt i Norrköpings stad från 1961. Hans Erik Ljungberg är gravsatt i Krematorielunden i Norrköping.